# 俄罗斯方块：苏联智力游戏
《俄罗斯方块：苏联智力游戏》，是由雅達利遊戲公司开发並發行的一款街機和NES（由旗下子公司Tengen發行）平台俄罗斯方块游戏。

## 系统
如同最基本的俄罗斯方块规则，在游戏中玩家将控制屏幕上方掉落的各种积木。在积木下落至屏幕底部前，玩家需要控制其左右移动或旋转，使它们在操作区填满尽可能多的横行。当某一行或多行同时被积木占满时，该行就会消去，同时上方堆积的积木会顺次下落。在每一关中玩家需要消去30行积木，此关完成后，下一关的积木下降速度会加快。若操作区底部被积木填满导致上方的积木溢出时，游戏就算结束。而消去积木时，同时消去的行数越多，玩家在关卡结束后得到的奖励分数就越多。
游戏有五种模式——单人模式、与电脑合作、与电脑比赛、双人合作、双人比赛——可由一人或两人进行。在合作模式中，双方将在同一个操作区中控制各自的积木，通过配合使操作区的积木消去，若有一方导致积木溢出，游戏即为结束。而在比赛模式中，双方分别在自己的操作区中游戏。此外在游戏开始时，玩家可以选择积木下落的初始速度、底部预先放置的的木块层数以及游戏背景音乐。

## 开发和发行
1988年，苏联科学院研究员阿列克谢·帕基特诺夫、德米特里·帕夫洛夫斯基及瓦季姆·格拉西莫夫期望开发一款双玩家的俄罗斯方块游戏，并希望其可在计算机间商业传播。鏡報集團報業公司（即現今影响领域公司）旗下電子遊戲部門Mirrorsoft公司总裁罗伯特·斯坦因就俄罗斯方块的全球发售权问题与帕基特诺夫进行了洽谈，而就在洽谈时，斯坦因便担保将许可权转给了光譜碼公司（Spectrum HoloByte, Inc.）。程序员Ed Logg看到游戏在雅达利ST电脑的运行效果后便请求雅达利公司购取许可，并为此和斯坦因进行了洽谈。在得到担保后，雅达利便开始制作的街机版的《俄罗斯方块》，而带有Tengen商标的NES移植版也于1989年5月开始发行。
随后，Tengen和光譜碼公司的许可权被授给了任天堂的日本发售权代表亨克·罗杰斯，而为确保安全拿到《俄罗斯方块》在Game Boy平台的发售权，罗杰斯来到了莫斯科。大约在同时，就Game Boy版《俄罗斯方块》的开发前景，任天堂和光譜碼公司，及为拿到版权而前往蘇聯的Mirrorsot代表凯文·麦克斯韦进行了洽谈。然而，斯坦因直接从帕基特诺夫处获得权利而未经蘇聯当局批准，全联盟电子设备联合会（ELORG）便表示，《俄罗斯方块》的游戏机平台发行权没有授予任何人，而雅达利只被授予了街机平台的权利。他们给麦克斯韦的英国地址处发了一份传真，要求其48小时内作出回应，而此时仍在苏联的麦克斯韦迟收到了传真，故导致许可权发给了任天堂。曾在1989年4月对任天堂提起反垄断诉讼的Tengen为此再次起诉任天堂，以主张FC平台《俄罗斯方块》的权利。而任天堂则以商标侵权为由提起了反诉讼，因為早在上個月（1989年3月）任天堂已經取得《俄罗斯方块》在家用和手持平台上發行的許可。1989年6月，即Tengen发行《俄罗斯方块》一个月后，美国地区法院法官发布禁令，禁止Tengen继续发行游戏，并销毁所有剩下的的游戏副本。最终26.8万盒《俄罗斯方块》被召回并销毁。1989年11月，即Tengen版本的《俄罗斯方块》销毁五個月後，任天堂發行官方NES版的《俄羅斯方塊》。
在接受记者采访时，Ed Logg称Tengen版本的《俄罗斯方块》是完全重写的，没有使用原游戏的源代码或素材。游戏在拉斯维加斯消费电子展上展出后，Tengen总裁Randy Browleit对游戏提出了改进建议。最初的游戏要素仅使用了黑色和白色，而在Browleit要求为方块上色后，Logg便在下一个消费电子展前对游戏做了相应的修改。当问及最喜欢的俄罗斯方块版本时，Logg表示，任天堂版本的NES《俄罗斯方块》“曲调不准”，理由是源代码缺乏对数调速，从而导致关卡之间难度差距过大。

## 评价
在法庭命令要求Tengen停止销售的游戏，并销毁所有剩余的副本时，游戏已大约售出10万份，而游戏自此也成为了收藏品。评论一般认为该版本比任天堂在自家FC上发行的版本更好，1up.com称，有更好游戏设定和双人模式的Tengen版下架对玩家来说是个损失。然而另一篇文章指出，如果不是诉讼过程中的周边炒作，Tengen的“俄罗斯方块”将更有可能被人遗忘。GamesRadar做出了类似的表示，并称赞了Tengen的版本，同时它还指出，Game Boy版《俄罗斯方块》做得比任天堂的FC授权版更好。